# Tom Schanley
Thomas Lee „Tom“ Schanley (* 5. Mai 1961) ist ein US-amerikanischer Schauspieler. Er ist auch als Theaterdarsteller tätig.

## Leben
Schanley wuchs in Manchester-by-the-Sea im US-Bundesstaat Massachusetts auf. In jungen Jahren entstand bei ihm der Wunsch, Schauspieler zu werden. Er erhielt seine Ausbildung zum Schauspieler in New Hampshire, San Diego, England und final an der University of Southern California. Seit dem 4. September 2015 ist er mit Lisa Jey Schanley verheiratet. Die Familie lebt im kalifornischen Santa Monica.
Er gab 1983 in der Fernsehserie Kampf um Yellow Rose in der Rolle des Whit Champion sein Schauspieldebüt. Bis 1984 war er in insgesamt 22 Episoden in der Rolle zu sehen. Nach Episodenrollen in Fernsehserien und Nebenrollen in Spielfilmen, war er 1987 in sieben Episoden als Josh Harris in der Fernsehserie Der Denver-Clan zu sehen. In den nächsten Jahren übernahm er Episodenrollen in verschiedenen US-amerikanischen Fernsehserien und Nebenrollen in Spielfilmen. 2012 war er in dem Action-Thriller Get the Gringo in der Rolle des Gregor zu sehen. 2018 übernahm er in dem Katastrophenfilm Eruption: LA die Rolle des Robson.

## Filmografie
- 1983–1984: Kampf um Yellow Rose (The Yellow Rose) (Fernsehserie, 22 Episoden)
- 1984: Fame – Der Weg zum Ruhm (Fernsehserie, Episode 4x09)
- 1985: The Last Shot (Sotto il vestito niente)
- 1985: Jackpot
- 1986: T.J. Hooker (Fernsehserie, Episode 5x15)
- 1987: Alamo – 13 Tage bis zum Sieg (The Alamo: Thirteen Days to Glory) (Fernsehfilm)
- 1987: Die Rückkehr der Roboter (The Return of the Six-Million-Dollar Man and the Bionic Woman) (Fernsehfilm)
- 1987: Der Denver-Clan (Dynasty) (Fernsehserie, 7 Episoden)
- 1989: Die große Herausforderung (Listen to Me)
- 1990: Leute wie wir (People Like Us) (Fernsehfilm)
- 1991: Mord ist ihr Hobby (Murder, She Wrote) (Fernsehserie, Episode 7x14)
- 1992: Wege aus dem Nichts (Miles from Nowhere) (Fernsehfilm)
- 1993: Baywatch – Die Rettungsschwimmer von Malibu (Baywatch) (Fernsehserie, Episode 3x13)
- 1993: … und das Leben geht weiter (And the Band Played On)
- 1993: Hart aber herzlich: Die Rückkehr (Hart to Hart Returns) (Fernsehfilm)
- 1995: Melrose Place (Fernsehserie, 4 Episoden)
- 1995: Die Rache der Gejagten (Children of the Dust) (Fernsehfilm)
- 1995: Wildes Land – Die Serie (Lonesome Dove: The Series) (Mini-Serie, Episode 1x19)
- 1995: 919 Fifth Avenue (Fernsehfilm)
- 1996: Palm Beach-Duo (Silk Stalkings) (Fernsehserie, Episode 5x18)
- 1996: Savage – Die Legende aus der Zukunft (Savage)
- 1996: Mut zur Wahrheit (Courage Under Fire)
- 1996: Poltergeist – Die unheimliche Macht (Poltergeist: The Legacy) (Fernsehserie, Episode 1x15)
- 1996: Renegade – Gnadenlose Jagd (Renegade) (Fernsehserie, Episode 5x08)
- 1997: Fletcher’s Visionen (Conspiracy Theory)
- 1997: Orchideen für eine Leiche (Heartless) (Fernsehfilm)
- 1998: Emergency Room – Die Notaufnahme (ER) (Fernsehserie, Episode 5x08)
- 1998: Bedrohliche Begierde (Exposé)
- 1999: Santa's Little Helper (Kurzfilm)
- 1999: JAG – Im Auftrag der Ehre (JAG) (Fernsehserie, Episode 4x12)
- 2000: Snacking (Kurzfilm)
- 2000: Santa's Letters
- 2001: V.I.P. – Die Bodyguards (V.I.P.) (Fernsehserie, Episode 4x05)
- 2002: Ein Hauch von Himmel (Touched By An Angel) (Fernsehserie, Episode 9x07)
- 2003: Lady Cops – Knallhart weiblich (The Division) (Fernsehserie, Episode 1x03)
- 2004: JAG – Im Auftrag der Ehre (JAG) (Fernsehserie, Episode 9x13)
- 2004: Charmed – Zauberhafte Hexen (Fernsehserie, Episode 6x13)
- 2004: CSI: Miami (Fernsehserie, Episode 2x21)
- 2004: Star Trek: Enterprise (Fernsehserie, Episode 3x21)
- 2005: Jane Doe: Vanishing Act (Fernsehfilm)
- 2005: CSI: NY (Fernsehserie, Episode 2x01)
- 2006: Close to Home (Fernsehserie, Episode 1x22)
- 2006: The Closer (Fernsehserie, Episode 2x11)
- 2006: Dexter (Fernsehserie, Episode 1x03)
- 2007: Criminal Minds (Fernsehserie, Episode 2x19)
- 2007: Without a Trace – Spurlos verschwunden (Without a Trace) (Fernsehserie, Episode 6x03)
- 2008: Lone Rider (Fernsehfilm)
- 2009: The Forgotten – Die Wahrheit stirbt nie (The Forgotten) (Fernsehserie, Episode 1x08)
- 2010: Castle (Fernsehserie, Episode 2x16)
- 2010: Outlaw (Fernsehserie, 2 Episoden)
- 2010: The Middle of the Story (Kurzfilm)
- 2011: A Better Life
- 2011: Keeping Up with the Randalls (Fernsehfilm)
- 2011: Navy CIS (NCIS) (Fernsehserie, Episode 9x10)
- 2011: Till You Get to Baraboo
- 2012: Get the Gringo
- 2012: Free Advice (Kurzfilm)
- 2012: Hawaii Five-0 (Fernsehserie, Episode 3x10)
- 2013: Family Tools (Fernsehserie, Episode 1x03)
- 2014: Navy CIS: L.A. (NCIS: Los Angeles) (Fernsehserie, Episode 5x20)
- 2014: Guarding Charlie (Kurzfilm)
- 2014: 10 Things I Hate About Life
- 2015: Graceland (Fernsehserie, 4 Episoden)
- 2016: Navy CIS: New Orleans (NCIS: New Orleans) (Fernsehserie, Episode 2x22)
- 2016: Rule #61 (Kurzfilm)
- 2017: She's Out of His Mind
- 2018: Eruption: LA
- 2018: S.W.A.T. (Fernsehserie, Episode 2x05)
- 2019: ism
- 2020: Acquitted by Faith
- 2020: Charming the Hearts of Men
- 2025: Navy CIS: Zurück in die Siebziger